# Sidi Abdallah El Bouchouari
Sidi Abdallah El Bouchouari  (in arabo سيدي عبد الله البوشواري‎?) è un centro abitato e comune rurale del Marocco situato nella Provincia di Chtouka-Aït Baha, regione di Souss-Massa. Conta una popolazione di 8 128 abitanti (censimento 2014).